# 加藤茂孝
加藤 茂孝（かとう しげたか、1942年 - ）は、日本の理学博士。株式会社保健科学研究所学術顧問。

## 来歴
三重県生まれ。専門はウイルス学、特に風疹ウイルス。東京大学理学部卒業、同大学院修了。国立感染症研究所室長、アメリカ疾病予防管理センター(CDC)客員研究員、理化学研究所チームリーダーを歴任し、現職。

## 著書
- 『人類と感染症の歴史　未知なる恐怖を超えて』丸善出版、2013年
- 『続・人類と感染症の歴史　新たな恐怖に備える』丸善出版、2018年